# Saxnäs

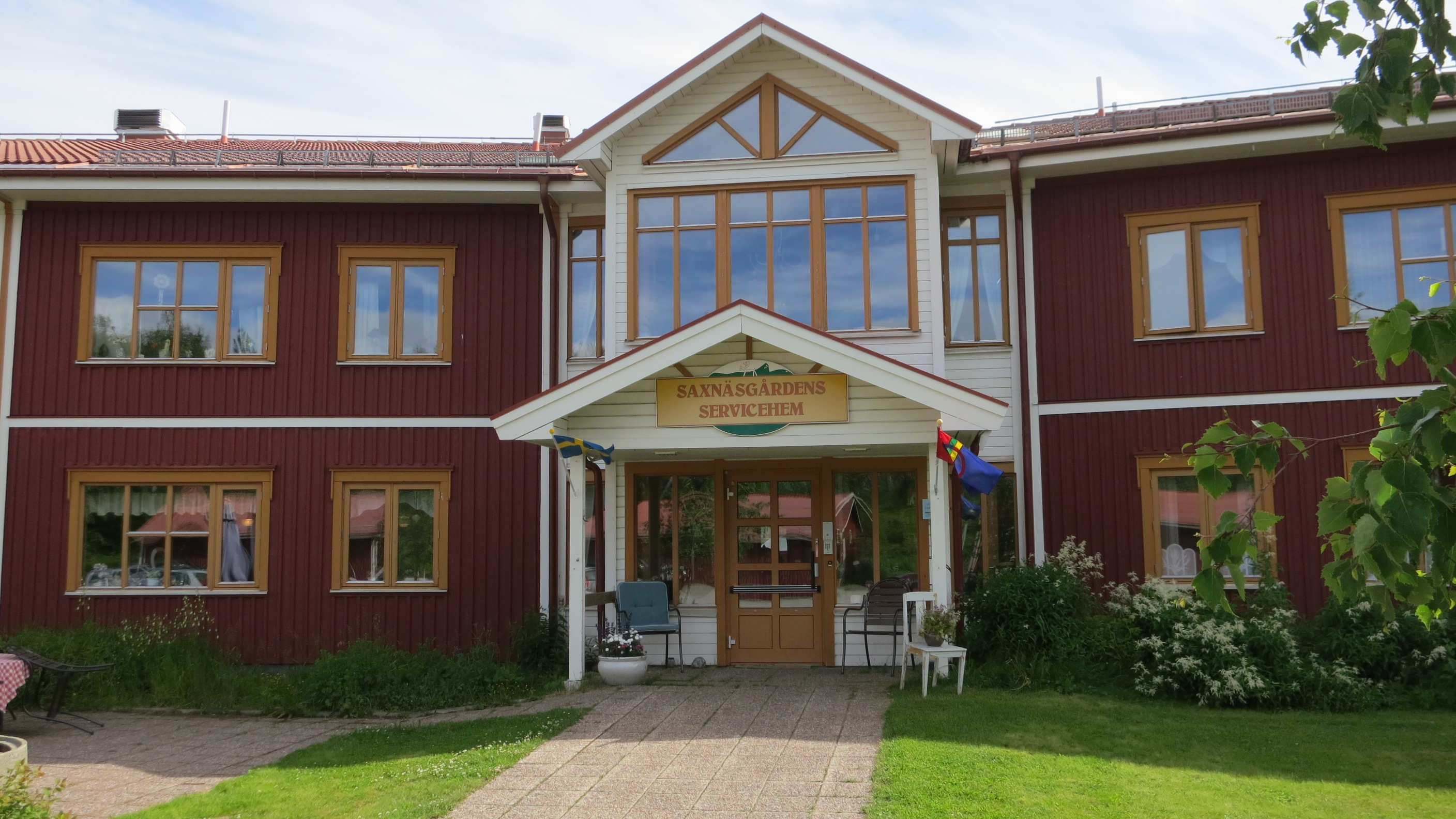
Lar de idosos em Saxnäs.

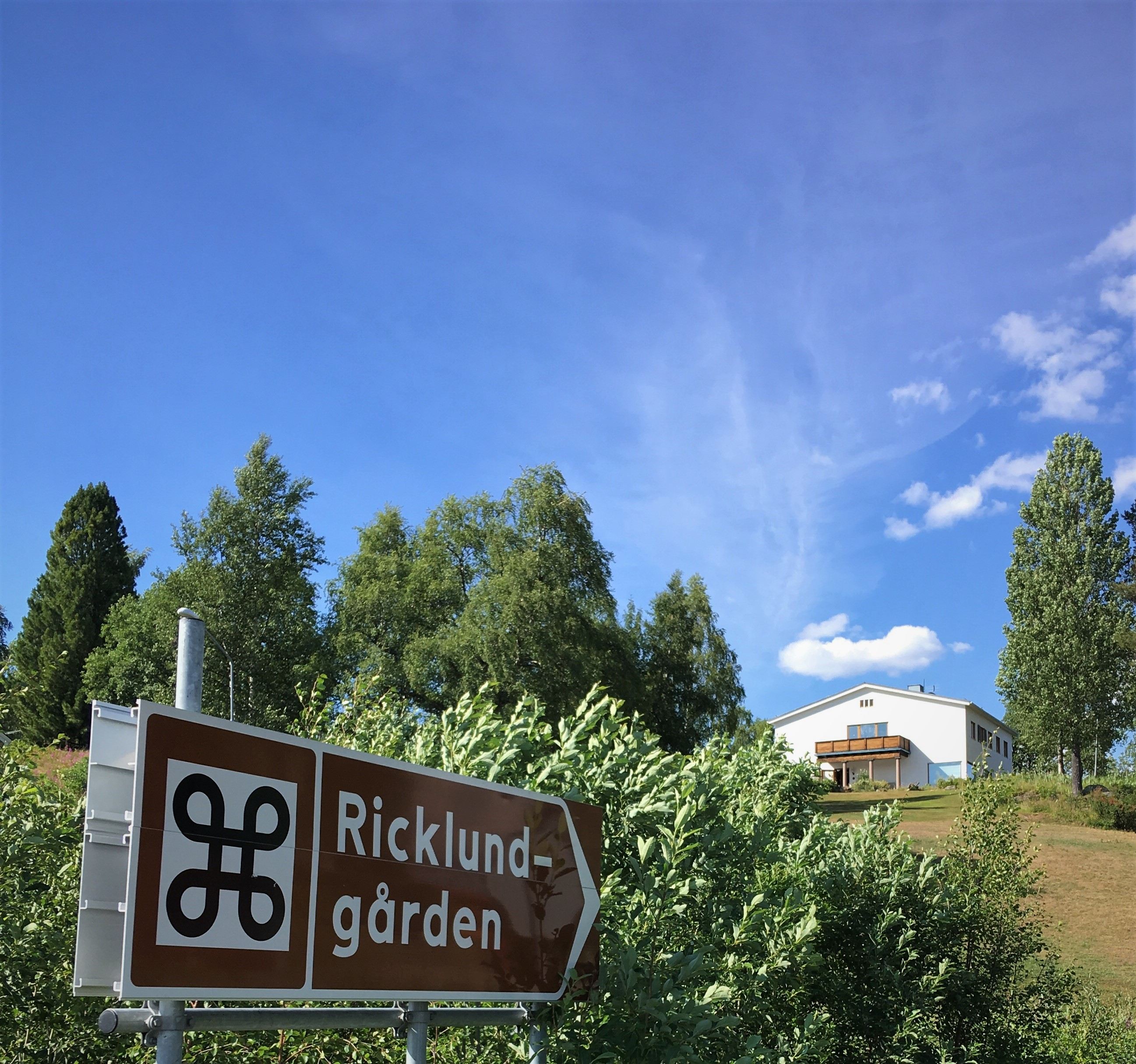
Ricklundgården em Saxnäs.

Saxnäs ( Sami do sul : Saadteskenjuana )  é uma pequena cidade no lago Kults, no município de Vilhelmina, Suécia, ao sul de Marsfjällen . 

## Historia
O primeiro novo edifício em Saxnäs foi construído em 1824. 
A indústria do turismo cresceu fortemente a partir da década de 1930, em parte pelo advento de Saxnäsgården e pelos romances de Bernhard Nordh, especialmente I Marsfjällets skugga (1937) e Fjällfolk (1938). 

## Comunidade
Aqui se encontra, entre outros, a Igreja de Saxnäs, um albergue, uma loja de campo, uma lar para idosos, uma pré-escola, uma escola primária e o famoso Saxnäsgården. 

## Saxnäs na TV
Calendário de Natal O festival de Natal com Staffan &amp; Bengt foi gravado em Saxnäs, com uma loja em Saxnäs representando a loja "Oskars Koopra".